# Ånund Lid Byggland
Ånund Lid Byggland (* 17. Juli 1990) ist ein ehemaliger norwegischer Skilangläufer.

## Werdegang
Byggland belegte 2009 in Praz de Lys Sommand Platz vier im Sprint bei den Nordischen Junioren-Skiweltmeisterschaften und wurde 2013 in Liberec bei den U23-Weltmeisterschaften Sechster in derselben Disziplin. Sein Debüt im Weltcup gab er mit Platz 67 im Februar 2011 beim Sprint in Drammen. Seine ersten und einzigen Weltcuppunkte erzielte Byggland im Februar 2013 beim Sprint in Davos, bei dem er auf Rang 25 kam. Die Saison 2012/13 beendete er als 153. der Weltcupgesamtwertung und 96. der Sprintwertung. Bei der norwegischen Meisterschaft 2013 in Gåsbu gewann er Silber im Sprintrennen. Sein fünftes und damit letztes Weltcuprennen absolvierte er im März 2014 in Drammen, wobei er den 35. Platz im Sprint errang. Letztmals international startete er im Februar 2018 beim Scandinavian-Cup in Trondheim. Dort kam er bei der Minitour auf den 75. Platz.